# Municipio de Ryder
El municipio de Ryder (en inglés: Ryder Township) es un municipio ubicado en el condado de Ward en el estado estadounidense de Dakota del Norte. En el año 2010 tenía una población de 36 habitantes y una densidad poblacional de 0,39 personas por km².

## Geografía
El municipio de Ryder se encuentra ubicado en las coordenadas 47°53′39″N 101°40′6″O / 47.89417, -101.66833. Según la Oficina del Censo de los Estados Unidos, el municipio tiene una superficie total de 91.97 km², de la cual 90,28 km² corresponden a tierra firme y (1,83 %) 1,69 km² es agua.

## Demografía
Según el censo de 2010, había 36 personas residiendo en el municipio de Ryder. La densidad de población era de 0,39 hab./km². De los 36 habitantes, el municipio de Ryder estaba compuesto por el 97,22 % blancos y el 2,78 % eran de una mezcla de razas. Del total de la población el 0 % eran hispanos o latinos de cualquier raza.